# James Couttet
James Couttet, né le 6 juillet 1921 à Chamonix-Mont-Blanc au hameau des Bossons, et mort le 13 novembre 1997 dans la même ville, est un skieur alpin et alpiniste français, membre du Club des Sports Chamonix-Mont-Blanc.

## Biographie
James Couttet est fils de guide de haute montagne et appartient à une famille de quatre enfants . Sa famille est ancrée dans les montagnes.
Il est champion du monde de descente en mars 1938 à l'âge de 16 ans et demi, puis domina les premières compétitions de l'après-guerre avec trois victoires à l'Arlberg-Kandahar en 1947, 1948 et 1950 et deux  K de diamant.
Favori aux Jeux olympiques de 1948 et aux championnats du monde de 1950[À attribuer], il ne gagne pourtant aucun titre olympique et mondial : la Seconde Guerre mondiale aura sans doute coûté quelques médailles d'or au Français.
Il se retire de la compétition alpine en 1955 et entraîne l'équipe de France  de ski alpin aux Jeux olympiques de Cortina d'Ampezzo en 1956.
Il contribue ensuite à l'organisation des championnats du monde de ski alpin 1962 à Chamonix.
En 1962, il lance à Marseille avec l'ingénieur Denis Creissels le projet de « téléscaphe », un téléphérique sous-marin destiné à la découverte des eaux de la Méditerranée. Inauguré en 1967, le téléscaphe a transporté 31 000 touristes avant de fermer l'année suivante.
James Couttet est mort le 13 novembre 1997 à Chamonix. Vingt ans plus tard, une plaque à son nom a été déposée au pied du glacier des Bossons.

## Jeux olympiques d'hiver
| Épreuve / Édition    | Descente | Slalom géant                     | Slalom | Combiné                          |
| JO 1948 Saint-Moritz | 13e      | Épreuve inexistante à cette date | Argent | Bronze                           |
| JO 1952 Oslo         | 11e      | 14e                              | 6e     | Épreuve inexistante à cette date |

## Championnats du monde
| Épreuve / Édition       | Descente | Slalom géant                     | Slalom | Combiné                          |
| Mondiaux 1938 Engelberg | Or       | Épreuve inexistante à cette date | 35e    | 12e                              |
| JO 1948 Saint-Moritz    | 13e      | Épreuve inexistante à cette date | Argent | Bronze                           |
| Mondiaux 1950 Aspen     | Argent   | Bronze                           | 5e     | Épreuve inexistante à cette date |
| JO 1952 Oslo            | 11e      | 14e                              | 6e     | Épreuve inexistante à cette date |
| Mondiaux 1954 Åre       | 20e      | 8e                               | 11e    | 5e                               |

## Arlberg-Kandahar
- K de diamant
- Vainqueur du Kandahar 1947 à Mürren, 1948 à Chamonix et 1950 à Mürren
  - Vainqueur des descentes 1939 à Mürren, 1948 à Chamonix et 1950 à Mürren
  - Vainqueur du slalom 1950 à Mürren

## Championnat de France de ski
Champion de France à 17 reprises.
Dans les disciplines du ski alpin, dont les Championnats de France ont été créés en 1942, il a été 9 fois Champion de France :
- 3 fois Champion de France de Descente en 1942, 1946 et 1948 ;
- Champion de France de Slalom Géant en 1955 ;
- 3 fois Champion de France de Slalom en 1942, 1944[6] et 1946 ;
- 2 fois Champion de France de Combiné en 1942 et 1946.

Avec 9 victoires, James Couttet arrive en troisième position du classement des français ayant remporté le plus grand nombre de titres, juste à une longueur de Luc Alphand et Adrien Théaux mais il dominait le ski bien avant que les Championnats de France par discipline soient créés en 1942. 
Il est aussi l'un des rares champions à avoir gagné dans toutes les disciplines, qui étaient 4 à son époque.

## Vie privée
James Couttet a publié en 1947 aux éditions Jean Landru un ouvrage très complet sur le ski, intitulé Ski - Technique, compétition, montagne, en collaboration avec son ami journaliste Philippe Gaussot et le photographe Georges Tairraz.
James Couttet épousera Mauricette Bosne, dite « Zette ». De cette union sont nées Danielle Baud (1947) et Nicole Couttet-Huguenin (1949). 
Au début des années 60, James Couttet créa le Télésiège du Glacier des Bossons avec son ami Denis Creissels. En 1962 la piste noire du site accueillera les Championnats du Monde. 
Début des années 90, il laissa à sa fille Nicole et son gendre Gérald Huguenin la gérance du Télésiège.  
Il a pour gendre le skieur et écrivain Anselme Baud

## Pour approfondir